# Sao Penza
Der Sao Penza war ein PKW der Kompaktklasse, der ab 1991 in Großbritannien von Automotive Holdings, einem Tochterunternehmen von Mazda Cars Ltd., dem offiziellen Importeur, vertrieben wurde. Es handelte sich dabei um eine umbenannte Version des Mazda 323, importiert aus Südafrika, wo das 1985er-Modell in dieser Zeit immer noch von SAMCOR (heute Ford Südafrika) montiert wurde. Es gab 5-türige Kombilimousinen und 4-türige Stufenhecklimousinen in eher einfacher Ausstattung.
Die Wagen waren ca. GBP 2.000,-- günstiger als die entsprechenden aktuellen Mazda 323 – Modelle. Aber das unmoderne Aussehen, die unbekannte Marke und unfaire, schlechte Publicity sorgten dafür, dass der Wagen nach wenigen Jahren vom britischen Markt genommen wurde.